# Pokémon, le film : Les Secrets de la jungle
Pokémon, le film: Les secrets de la jungle (劇場版ポケットモンスターココ, Gekijō-ban Pokettomonsutā Koko) est un film d'animation japonais produit par OLM et basé sur la franchise Pokémon de Satoshi Tajiri. Il s'agit du vingt-troisième film de l'univers Pokémon et du troisième film de la série Alternate Timeline. Le film revient au style d'art 2D traditionnel de la série plutôt que d'utiliser l'animation CGI utilisée dans Pokémon : Mewtwo contre-attaque - Évolution. Il mettra en vedette le nouveau Pokémon mythique Zarude et un Celebi shiny. Le film est sorti le 25 décembre 2020 au Japon. La date de sortie initiale du 10 juillet 2020 a été retardée en raison de la pandémie de Covid-19,, .

## Synopsis
Ce film se déroule dans la forêt d'Okoya, une réserve de Pokémon protégée par des règles strictes qui interdisent à quiconque d'y pénétrer. Koko, un garçon élevé par un Pokémon qui se considère lui-même comme tel, considère Zarude, Pokémon fabuleux, comme son père. Sacha et Pikachu croisent la route de ce garçon au cours de leurs aventures. Le thème principal de cet opus porte sur « un humain élevé par un Pokémon » à l'instar du précédent film qui mettait l'accent sur « la relation entre dresseur et Pokémon ».

## Distribution
- Sacha : Rika Matsumoto
- Pikachu : Ikue Ōtani
- Jessie : Megumi Hayashibara
- James : Shin'ichirō Miki
- Miaouss : Inuko Inuyama
- Qulbutoké : Yūji Ueda
- Narrateur : Ken'yū Horiuchi
- Delia Ketchum : Masami Toyoshima
- Zarude : Nakamura Kankurō VI
- Koko : Moka Kamishiraishi
- Dr Zed : Kōichi Yamadera
- Karen : Shōko Nakagawa